# Dræet
Dræet es una pequeña isla danesa que se encuentra ubicada al sur de la isla Æbelø, en el estrecho de Kattegat. Se encuentra unida al continente por un puente artificial.
La isla se encuentra a 6 km al noroeste de Bogense, en el municipio de Fionia Septentrional.
La superficie total de la isla es de 28 ha y se encuentra deshabitada desde 1960.